# Військові нагороди армії США
Військо́ві нагоро́ди а́рмії США  — існуюча система нагороджень військовослужбовців, а також підрозділів й частин армії США за бойові подвиги, успішне виконання бойових завдань, відмінну поведінку та старанну службу під час виконання своїх обов'язків. З часом ці відзнаки створили струнку систему заохочень військових.
У нагородній системі армії США є низка загальних рис з нагородними системами інших країн, але і є свої власні особливості.

## Бойові нагороди армії США
| Хрест «За видатні заслуги» | Медаль «За видатні заслуги» армії | Солдатська медаль | Похвальна медаль армії США | Медаль за досягнення армії США |
| -------------------------- | --------------------------------- | ----------------- | -------------------------- | ------------------------------ |
|                            |                                   |                   |                            |                                |
|                            |                                   |                   |                            |                                |

## Медалі армії США за похвальну службу
| Медаль за відмінну поведінку армії США | Медаль за відмінну поведінку у складі Резерву армії США |
| -------------------------------------- | ------------------------------------------------------- |
|                                        |                                                         |
|                                        |                                                         |

## Нагороди частинам та підрозділам
| Відзнака президента | Відзнака за героїзм | За видатні заслуги | За виняткову службу |
| ------------------- | ------------------- | ------------------ | ------------------- |
|                     |                     |                    |                     |

## Нагороди армії США за проходження служби
| За службу в морі | За вдосконалення якостей | За службу в армії | За службу за кордоном | За службу за кордоном в Резерві |
| ---------------- | ------------------------ | ----------------- | --------------------- | ------------------------------- |
|                  |                          |                   |                       |                                 |